# Берніс Гідуз Шуберт
Берніс Гідуз Шуберт (англ. Bernice Giduz Schubert; 8 жовтня 1913 — 14 серпня 2000) — американський ботанік. Вона працювала в Гарвардському університеті протягом 53 років викладачем-дослідником, куратором гербарію, головним редактором The Journal of the Arnold Arboretum.
Під час своєї кар'єри вона багато подорожувала по Мексиці та США.

## Біографія
Берніс Гідуз Шуберт народилася в 1913 році в Бостоні, штат Массачусетс. Закінчила Амгерстський коледж в 1935 році. У 1937 отримала ступінь магістра в коледжі Редкліфф, а у 1941 році захистила докторську дисертацію на тему ревізії роду Desmodium під керівництвом Меррітта Ліндона Фернальда.
Шуберт почала свою кар'єру, працюючи асистентом в Gray Herbarium у Гарвардському університеті. Після отримання диплому продовилає співпрацювати з Меррітом Ліндоном Фернальдом, директором Gray Herbarium. У 1951 році опублікувала працю «Gray's Manual of Botany», а у 1958 році «Edible Wild Plants of Eastern North America». Берніс Шуберт виграла стипендію Гуггенхайма в 1949 році і поїхала на навчальну поїздку до Бельгії. Після цього провела рік у Ботанічному саду Брюсселя, де проводила дослідження африканської флори.
Повернувшись до Сполучених Штатів у 1952 році, Берніс Гідуз Шуберт працював у Департаменті сільського господарства США, працюючи над класифікацією середньоамериканських видів потенційної медичної цінності.
У 1962 році вона була призначена куратором дендрарію Арнольда та редактором «Journal of the Arnold Arboretum». Вона також викладала для студентів та аспірантів.
Вона є автором понад ста наукових праць, у тому числі 29 про рід Bégonia, 19 про Desmodium і 11 про Dioscorea .
Вона була активним та почесним членом кількох ботанічних товариств включаючи Ботанічне товариство Мексики, Лондонське Ліннеївське товариство, Товариство економічної ботаніки, Королівське ботанічне товариство Бельгії, Асоціація з вивчення таксономії тропічної африканської флори (AETFAT), Ботанічний клуб Нової Англії, Вашингтонська академія наук, Американське товариство таксономії рослин, Міжнародна асоціація таксономії рослин, Американський інститут біологічних наук, Американське ботанічне товариство та Асоціація тропічних біологів .
У 1984 році Шуберт вийшла на пенсію . Вона померла 14 серпня 2000 року в Лексінгтоні, штат Массачусетс.

## Наукові публікації
Статті
- 1974. Begoniales. 4 pp.
- 1971. To New Species of Desmodium from Africa.
- 1955. Alkaloid Hunting. Avec John James Willaman

### Книги
- 1987. Flora of Veracruz: Dioscoreaceae.
- 1966. Aspects of Taxonomy in the Genus Dioscorea.
- 1961. Begoniaceae. avec Lyman B. Smith.
- 1950. A New Begonia Argentinian. avec Lyman B. Smith
- 1941. Review of the Argentinian species of the gender Begonia. avec Lyman B. Smith.

## Нагороди та відзнаки
- 1949: Грант Ґуґґенгайма[6]